# Podnoszenie ciężarów na Letnich Igrzyskach Olimpijskich 1948 – waga ciężka mężczyzn
Rywalizacja w wadze ponad 82,5 kg mężczyzn w podnoszeniu ciężarów na Letnich Igrzyskach Olimpijskich 1948 odbyła się 11 sierpnia 1948 roku w hali Earls Court Exhibition Centre. W rywalizacji wystartowało 16 zawodników z 14 krajów. Tytułu z poprzednich igrzysk nie obronił Francuz Louis Hostin, który wcześniej zakończył karierę. Nowym mistrzem olimpijskim został John Davis z USA, srebrny medal wywalczył jego rodak - Norbert Schemansky, a trzecie miejsce zajął Holender Bram Charité.

## Wyniki
| Pozycja | Zawodnik            | Reprezentacja     | Waga   | Wyciskanie | Wyciskanie | Wyciskanie | Rwanie | Rwanie | Rwanie | Podrzut | Podrzut | Podrzut | Wynik |
| Pozycja | Zawodnik            | Reprezentacja     | Waga   | 1          | 2          | 3          | 1      | 2      | 3      | 1       | 2       | 3       | Wynik |
| ------- | ------------------- | ----------------- | ------ | ---------- | ---------- | ---------- | ------ | ------ | ------ | ------- | ------- | ------- | ----- |
| 1. !    | John Davis          | Stany Zjednoczone | 98,64  | 137,5      | 147,5      | -          | 127,5  | 137,5  | 142,5  | 165,0   | 177,5   | 177,5   | 452,5 |
| 2. !    | Norbert Schemansky  | Stany Zjednoczone | 92,61  | 117,5      | 122,5      | 125,0      | 127,5  | 132,5  | 137,5  | 160,0   | 170,0   | 177,5   | 425,0 |
| 3. !    | Bram Charité        | Holandia          | 102,50 | 120,0      | 125,0      | 127,5      | 117,5  | 122,5  | 125,0  | 150,0   | 155,0   | 160,0   | 412,5 |
| 4       | Alfred Knight       | Wielka Brytania   | 99,20  | 112,5      | 117,5      | 122,5      | 112,5  | 117,5  | 120,0  | 145,0   | 145,0   | 155,0   | 390,0 |
| 5       | Hanafi Mustafa      | Królestwo Egiptu  | 102,60 | 112,5      | 117,5      | 120,0      | 110,0  | 115,0  | 115,0  | 145,0   | 150,0   | 155,0   | 385,0 |
| 6       | Niels Petersen      | Dania             | 98,28  | 107,5      | 115,0      | 117,5      | 105,0  | 112,5  | 112,5  | 150,0   | 155,0   | 155,0   | 382,5 |
| 7       | Robert Allart       | Belgia            | 101,04 | 115,0      | 120,0      | 122,5      | 105,0  | 110,0  | 112,5  | 140,0   | 145,0   | 147,5   | 377,5 |
| 8       | Petrus Taljaard     | Południowa Afryka | 105,25 | 112,5      | 117,5      | 122,5      | 107,5  | 112,5  | 112,5  | 140,0   | 140,0   | 145,0   | 375,0 |
| 9       | Alfonso Parera      | Kuba              | 96,87  | 105,0      | 110,0      | 110,0      | 105,0  | 110,0  | 112,5  | 140,0   | 140,0   | 155,0   | 372,5 |
| 10      | Carlos Domínguez    | Peru              | 97,00  | 112,5      | 117,5      | 117,5      | 105,0  | 110,0  | 110,0  | 135,0   | 140,0   | 142,5   | 362,5 |
| 11      | Hugo Vallarino      | Argentyna         | 101,08 | 100,0      | 105,0      | 105,0      | 107,5  | 112,5  | 112,5  | 145,0   | 152,5   | 152,5   | 357,5 |
| 12      | Raymond Magee       | Australia         | 115,70 | 110,0      | 115,0      | 115,0      | 105,0  | 110,0  | 112,5  | 130,0   | 137,5   | 145,0   | 357,5 |
| 13      | Leopoldo Briola     | Argentyna         | 95,34  | 110,0      | 115,0      | 115,0      | 97,5   | 102,5  | 107,5  | 130,0   | 135,0   | 140,0   | 347,5 |
| 14      | Franz Eibler        | Austria           | 84,35  | 95,0       | 102,5      | 105,0      | 100,0  | 107,5  | 107,5  | 125,0   | 130,0   | 130,0   | 327,5 |
| 15      | Muhammad Naqi Butt  | Pakistan          | 86,15  | 90,0       | 95,0       | 97,5       | 90,0   | 95,0   | 97,5   | 120,0   | 125,0   | 127,5   | 320,0 |
| 16      | Dandamudi Rajagopal | Indie             | 91,70  | 87,5       | 92,5       | 95,0       | 85,0   | 90,0   | 92,5   | 112,5   | 117,5   | 122,5   | 305,0 |